# Раиса Сарби
Раиса Васильевна Сарби (Бородкина — после замужества; девичья фамилия Яковлева, псевдоним Сарби; род. 1951) — советская и российская чувашская поэтесса, прозаик, драматург, переводчик; член Союза писателей СССР (1981) и литературного фонда СССР (1983). Народный поэт Чувашии (2021).

## Биография
Родилась 2 января 1951 года в селе Норваш-Шигали Батыревского района Чувашской АССР в семье Яковлева Василия Егоровича (1915—2017) — чувашского писателя, работавшего под псевдонимом Василий Велвокай.
Окончила Норваш-Шигалинскую среднюю школу в 1968 году и историко-филологический факультет Чувашского государственного университета имени И. Н. Ульянова в 1973 году.
По окончании вуза работала в 1973—1986 годах редактором детской литературы Чувашского книжного издательства. В 1986−1990 годах была заведующим литературной частью Чувашского республиканского театра кукол, в 1990—1998 годах — главным редактором журналов «Пике» и «Путене». В 2004—2013 годах — доцент кафедры музыкально-теоретических дисциплин и фортепиано Чувашского государственного университета имени И. Н. Ульянова.
Писать Раиса Васильевна начала ещё в школе. Будучи студенткой Чувашского государственного университета, участвовала в литературном объединении «ÇилÇунат», печаталась на страницах республиканских газет и журналов, выпустила первую книгу, с которой и вступила в чувашскую литературу. Стала известна как писатель и переводчик. Пишет под псевдонимом Сарби на чувашском и русском языках. Перевела на чувашский язык произведения писателей разных народов мира. Является автором стихотворений, свыше 300 текстов песен, 10 пьес и более 40 книг. Произведения Р. В. Бородкиной переведены на многие языки народов мира. На сценах театров Чувашии поставлены её пьесы: «Çăлтрлă ĕмĕт» (1988), «Пĕрремĕш утăмсем» (1988), «Асанне юмахĕсем» (1989), «КалаÇар-ха» (1990), «Пукане качча каясшăн» (1995).

## Семья
Бородкин Геннадий Васильевич - муж. Бородкина Илемби Геннадьевна - дочь; Константинов  Дмитрий Александрович (22.07.1994 г. р.) - внук. Бородкин Роман Геннадьевич - сын. 

## Награды и признание
- В 1977 году была удостоена премии издательства «Молодая гвардия» за сборник стихов «Розы в росе» (лучшая книга молодых писателей).
- Лауреат премии комсомола Чувашии им. М. Сеспеля (1987),
- Лауреат Всемирной премии поэзии тюркских народов им. Нежипа Фазыла (1993),
- Лауреат премии им. А. Талвира (1994)
- Лауреат литературной премии имени Фатыха Карима[5] (2013, Башкортостан).
- Народный поэт Чувашской Республики (2021).
- Заслуженный работник культуры Чувашской Республики (2000).
- Награждена медалью ордена «За заслуги перед Чувашской Республикой» (2012).
- Почетный гражданин села Норваш-Шигали.